# Сьюдад-де-ла-Коста (муниципалитет)
Сьюдад-де-ла-Коста (исп. Ciudad de la Costa) — муниципалитет в Уругвае в департаменте Канелонес. Административный центр — Сьюдад-де-ла-Коста.

## История
Муниципалитет образован 15 марта 2010 года.

## Состав
В состав муниципалитета входит территория города Сьюдад-де-ла-Коста, за исключением района Барра-де-Карраско (входящего в муниципалитет Пасо-Карраско) и парка имени Франклина Делано Рузвельта.